# ماكنتوش تي في
ماكنتوش تي في (بالإنجليزية: Macintosh TV)‏ كان محاولة شركة أبل الأولى لدمج الحاسوب مع التلفاز ، كان لديه القدر على تبديل شاشته من استخدام الحاسوب إلى عرض التلفاز. على الرغم من عدم قدرته على عرض التلفاز في نافذة على سطح المكتب إلا أنه كان يمكن أخذ لقطات وتخزينها في ملفات صور. صدر في شهر أكتوبر من عام 1993 باللون الأسود وبشاشة 14 بوصة.